# Bundesstraße 294
Die Bundesstraße 294 (Abkürzung: B 294) ist eine 173 km lange Bundesstraße, die in Baden-Württemberg innerhalb der Regierungsbezirke Karlsruhe und Freiburg verläuft und von Bretten nach Freiburg im Breisgau führt.

## Verlauf
Die Bundesstraße 294 führt von Bretten im Kraichgau über Pforzheim, das Enz- und Kleine Enztal durch den Nordschwarzwald nach Freudenstadt und weiter über das mittlere Kinzigtal und das Elztal nach Freiburg im Breisgau. Die Straße passiert dabei Höhenlagen zwischen 200 und 800 m ü. M.
Zwischen Freudenstadt und Schiltach verläuft die Straße etwa 25 Kilometer gemeinsam auf einer Trasse mit der B 462, zwischen Haslach im Kinzigtal und Hausach etwa sechs Kilometer gemeinsam mit der B 33. Die B 294 ist zwischen Waldkirch und Freiburg autobahnähnlich ausgebaut und als Kraftfahrstraße ausgeschildert. Sie verläuft nördlich von Freiburg kurzzeitig deckungsgleich mit der B 3 und endet als Zubringer zur A 5 einige Kilometer später an der Anschlussstelle Freiburg-Nord.
An der Strecke befinden sich diverse Sehenswürdigkeiten wie die Glashütte in Wolfach nebst Altstadt mit Schloss, die Fachwerk-Altstadt von Schiltach, das Trachtenmuseum der Fachwerkstadt Haslach, das Elztalmuseum in Waldkirch, mit kurzen Abstechern zum Freilichtmuseum Vogtsbauernhof in Gutach und den Triberger Wasserfällen.

## Entwicklung

### Geschichte
Die Straße von Bretten nach Pforzheim wurde zwischen 1768 und 1769 zur Chaussee ausgebaut. 1771 wurde auch die Landstraße von Pforzheim nach Neuenbürg zur Chaussee ausgebaut.
Das Verzeichnis der Landstraßen in Baden vom 1. Juli 1901 teilt die heutige B 294 in zwei verschiedene Teilstrecken:
- Die badische Staatsstraße Nr. 16 zwischen Bretten und Pforzheim wurde zur Kreisstraße herabgestuft.
- Die badische Staatsstraße Nr. 138 von Pforzheim nach Wildbad endete nach 1,7 km Länge an der badisch-württembergischen Grenze.

Die Reichsstraße 294 wurde um 1937 eingeführt.

### Bau verschiedener Ortsumgehungen (1985–2012)
1985 wurden die Ostumgehung von Freudenstadt sowie die durch den Hugenwaldtunnel verlaufende Ortsumgehung von Waldkirch freigegeben.
In den 1990er-Jahren wurden die drei im Kinzigtal liegenden Orte Hausach, Schiltach und Wolfach durch den Bau von Ortsumgehungen entlastet, die jeweils durch ein oder zwei Tunnel führen. 1991 wurden der 830 m lange Schlossberg- und der 1.840 m lange Kirchbergtunnel als Umgehung der Stadt Schiltach sowie 1993 der 1.256 m lange Reutherbergtunnel als Umgehung der Stadt Wolfach eröffnet. Während die beiden Tunnel um Schiltach herum die Strecke im Vergleich zur Ortsdurchfahrt um gut einen Kilometer verlängern, verkürzt der Tunnel bei Wolfach diese um etwa 700 m. 1995 erfolgte schließlich die Eröffnung des 1.085 m langen Sommerbergtunnels als Umgehung der Stadt Hausach.
Die Ortsdurchfahrt von Elzach wurde in den Jahren 2009 bis 2012 durch eine neue 1,5 km lange Ortsumgehung ersetzt. Die Einweihung erfolgte am 9. Oktober 2012. Die Strecke kostete rund 13,6 Millionen Euro.

### Westtangente Pforzheim (2009–2024)
In den 1980er-Jahren entstanden in Pforzheim Pläne für den Bau einer Westtangente, um die Verkehrsströme von der Anschlussstelle Pforzheim West der Autobahn A 8 an die B 10 unter Umgehung der Kernstadt zu den Bundesstraßen B 294 und B 463 zu lenken, die von Pforzheim in südlicher Richtung in den Nordschwarzwald führen.
In den Jahren 2009 bis 2012 wurde der erste Teilabschnitt von der Autobahn bis zur Karlsruher Straße (B 10) gebaut, zwischen 2015 und 2019 der zweite Teilabschnitt von der B 10 bis zur L 562 (Dietlinger Straße). Mit der 2019 erfolgten Inbetriebnahme der ersten 1,4 km  wurde die Innenstadt bereits entlastet, der Verkehr allerdings bis zur endgültigen Fertigstellung 2024 über die Dietlinger Straße durch Brötzingen auf die B 294 geleitet. In dieser Zeit wurde von 2019 bis 2023 der Arlinger Tunnel gebohrt: der Tunnelanschlag erfolgte im Mai 2019, der -durchschlag im Dezember 2020 und die Fertigstellung des Tunnelrohbaus im Mai 2023. Mitsamt der Anbindung an die B 294 wurde er am 13. Mai 2024 für den Verkehr freigegeben. Durch dieses 1348 m lange Bauwerk wird die Verbindung zur B 294 weiter verkürzt.
Der zweite Bauabschnitt der Westtangente soll später durch einen weiteren Tunnel die B 294 im Enztal mit der im Nagoldtal verlaufenden B 463 verbinden. Derzeit wird die B 294 auch weiterhin durch die Stadt Pforzheim geführt, die Westtangente wird als B 463 bezeichnet.

### Ortsumgehung Winden im Elztal (2015–2024)

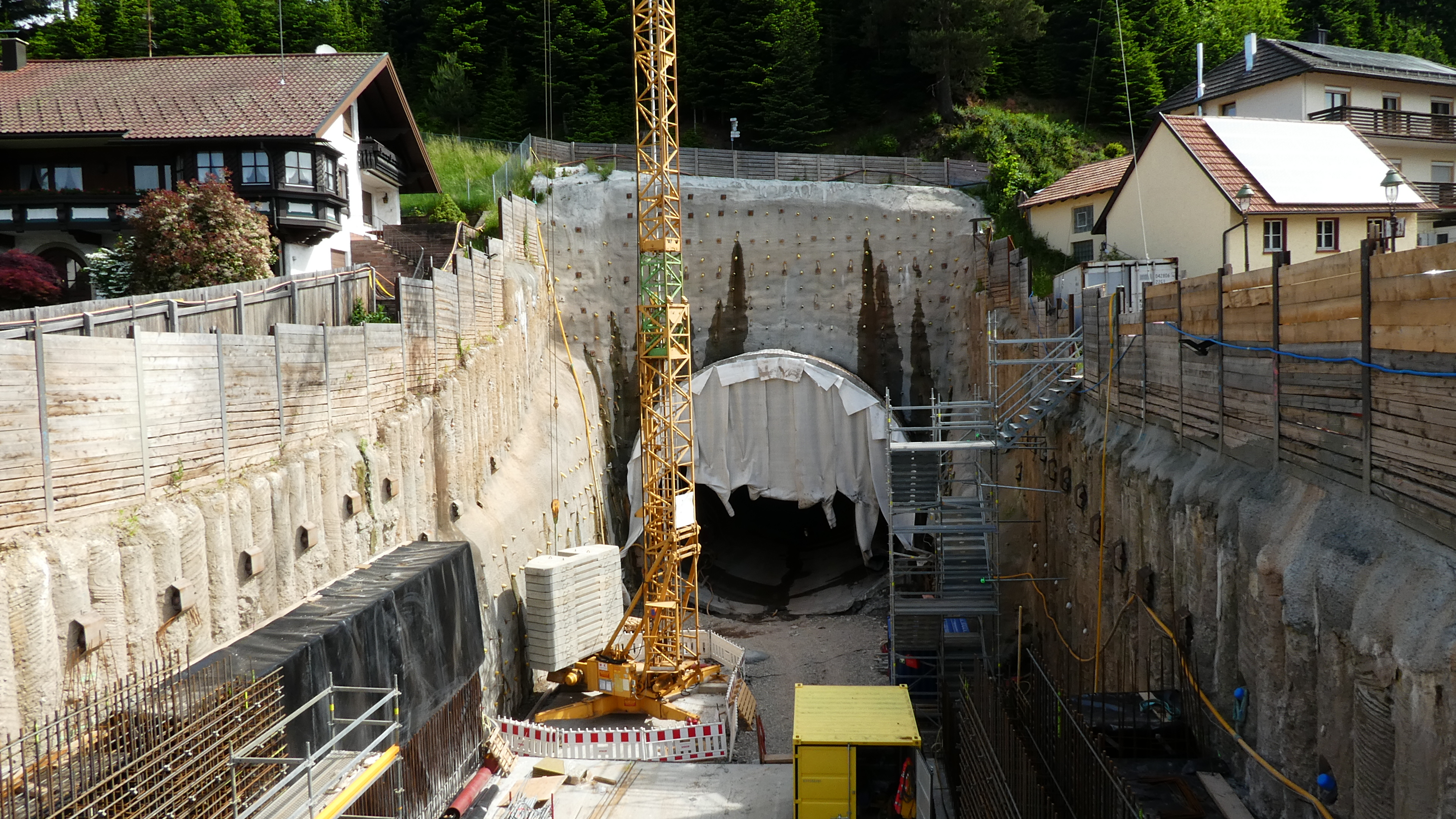
Bau des Brandbergtunnels in Oberwinden, Stand Juni 2021

Eine Ortsumgehung für Winden im Elztal wurde von 2015 bis 2024 gebaut. Sie besteht aus zwei Abschnitten: einer Umgehungsstraße des Ortsteils Niederwinden, mit deren Bau im November 2015 begonnen wurde und die im September 2020 eröffnet wurde sowie einer für den Ortsteil Oberwinden, für die der 881 Meter lange Brandbergtunnel gebaut wurde. Die Baukosten für die gesamte Umgehung wurden 2018 auf rund 82 Millionen Euro veranschlagt. 2023 wurden sie vom Regierungspräsidium Freiburg mit rund 163 Mio. Euro beziffert.
Die Bundesstraße wurde bei Niederwinden nach südöstlich (bergwärts zum Hörnleberg) der Elztalbahn verlegt, was zwei Bahnbrücken erforderte. Die Elztalbahn wurde gleichzeitig elektrifiziert. Außerdem werden zwei Wege über die Bundesstraße überführt und eine Brücke über die Elz gebaut.
Der Brandbergtunnel wurde am 2. September 2024 für den Verkehr freigegeben.